# Starlink: Battle for Atlas
Starlink: Battle for Atlas — приключенческая компьютерная игра, разработанная Ubisoft Toronto и опубликованная Ubisoft. Издание запланировано на 16 октября 2018 года для игровых приставок Nintendo Switch, PlayStation 4 и Xbox One. Кроме этого, в игре содержится необязательный элемент игрового процесса под названием toys-to-life.

## Игровой процесс
Starlink: Battle for Atlas — action-adventure с видом от третьего лица, действие которой происходит в вымышленной звёздной системе Атлас. Игрок путешествует по различным частям звёздной системы, встречается с различными инопланетными видами, заключает союз с ними и собирает команду из них. Формирование данных союзов изменяет состояние мира игры, что также следом изменяет характер игрового процесса. Игрок может использовать свой космический корабль для путешествия и исследования открытого мира системы Атлас. В игре есть поддержка многопользовательского режима с разделённым экраном для совместного исследования системы. Все корабли могут летать в космосе и спускаться к поверхности планеты. Переход между космосом и поверхностью планеты происходит «бесшовно». Каждая планета имеет свой собственный ландшафт, историю, опасности, флору и фауну, которые могут стать угрозой для игрока. Игрок может также участвовать в сражениях как в космосе, так и на поверхности планет. Космические корабли игрока могут настраиваться и комплектоваться по желанию игрока; замене могут подвергаться крылья, оружия и модули. Игроку предлагается экспериментировать с различными комбинациями оружия, поскольку разные враги по-разному реагируют на атаки. Кроме этого, игрок также может выбирать пилотов, у которых есть свои способности, которые могут быть использованы в бою. Например, один тип пилотов может замедлять время. В игре по четыре типа кораблей и пилотов.
Игра содержит элементы toys-to-life когда игрок может покупать пластиковые игрушки, являющиеся в игре компонентами кораблей. Игрок может ставить свои игрушки на специальную подставку, и в игре появится их цифровая часть. Когда игрок заменяет компоненты своей настоящей игрушки, изменения отражаются на внутриигровом корабле. У каждого судна есть две точки на которые игрок может прикреплять части. Покупка физической игрушки также открывает её цифровой вариант, что значит что игроку необязательно постоянно иметь с собой сами игрушки для того чтобы играть в игру.

## Разработка
Игра разрабатывается Ubisoft Toronto. Разработка игры началась после того, как генеральный директор Ubisoft Ив Гиймо собрал команду для создания новой игры, в которой сочетаются «прорывные технологии и инновационный геймплей». Вскоре после этого небольшая команда из 10 разработчиков начала мозговой штурм различных идей. Команда в конечном итоге придумала идею создания новой игры в тематике toys-to-life, и эта идея была одобрена Гиймо.

## Критика
| Сводный рейтинг       | Сводный рейтинг    |
| Агрегатор             | Оценка             |
| --------------------- | ------------------ |
| GameRankings          | 75,38 %            |
| Metacritic            | (NS) 75/100        |
| Иноязычные издания    |                    |
| Издание               | Оценка             |
| GameSpot              | 7/10 (NS/PS4/XONE) |
| GamesRadar+           | (NS)               |
| Nintendo Life         | 9,0/10 (NS)        |
| Nintendo World Report | 8/10 (NS)          |

Starlink: Battle for Atlas получила в «основном положительные отзывы» согласно агрегатору оценок Metacritic.